# Décembre 1819
Cette page présente les faits marquants du mois de décembre 1819.

## Événements

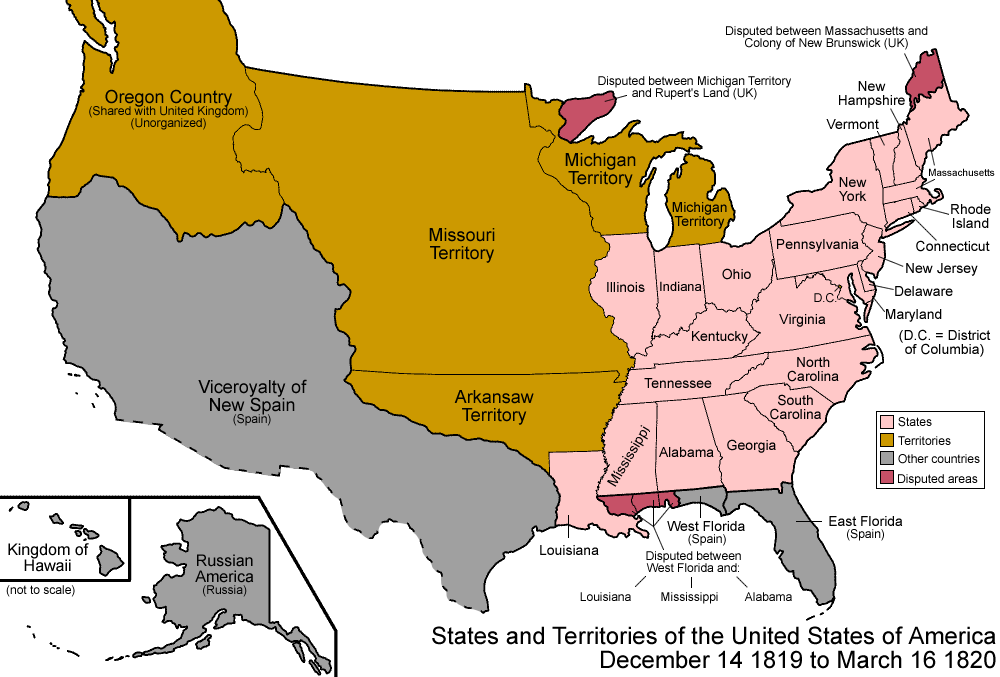
14 décembre 1819 - 16 mars 1820

- 3 - 9 décembre : une expédition britannique détruit Ras el Khaïmah, capitale des Qawasim, qui acceptent de cesser leurs opérations de piraterie dans le golfe Persique[1].

- 14 décembre : l’Alabama devient le vingt-deuxième État de l’Union américaine[2].

- 31 décembre : le ministre réformateur Humboldt est écarté du pouvoir en Prusse[3].

## Naissances
- 24 décembre : Ellen McKenna, religieuse et infirmière irlandaise.

## Décès
- 13 décembre : Vincenzo Dandolo (né en 1758), médecin, chimiste, agronome et homme politique italien.